# Kallaste (Muhu)
Kallaste – wieś w Estonii, w prowincji Sarema, w gminie Muhu.